# Ilha Fiscal
Ilha Fiscal (engelska: Rat Island, portugisiska: Ilha dos Ratos) är en ö i Brasilien.   Den ligger i kommunen Rio de Janeiro och delstaten Rio de Janeiro, i den sydöstra delen av landet, 900 km sydost om huvudstaden Brasília.
Runt Ilha Fiscal är det i huvudsak tätbebyggt.